# Vibración molecular

Las moléculas poseen una estructura interna porque están compuestas de átomos que tienen diferentes movimientos. La energía cinética almacenada en estos grados de libertad internos no contribuye a la temperatura de la sustancia sino a su calor específico.

Se llama vibración molecular a aquella vibración que afecta a varios átomos en una molécula, por ende, los átomos carecen de este tipo de energía. Algunas vibraciones moleculares están localizadas en un grupo funcional, mientras que otras se extienden por toda la molécula.
Pueden distinguirse dos tipos básicos de vibraciones: de tensión y de flexión. Una vibración de tensión supone un cambio continuo de acortamiento y estiramiento en la distancia interátomica a lo largo del eje del enlace químico establecido entre un par de átomos. Las vibraciones de flexión se caracterizan por un cambio en el ángulo entre dos enlaces y pueden distinguirse cuatro tipos: de tijereteo, de balanceo, de aleteo y de torsión.
Las moléculas diatómicas simples tienen solamente un enlace, el cual se puede estirar o acortar alrededor de su valor de equilibrio. Moléculas de 3 o más átomos, tienen dos o más enlaces, y las vibraciones de los enlaces pueden acoplarse, llevando a absorciones en el infrarrojo a frecuencias características que pueden relacionarse a grupos químicos. Los átomos de un grupo metileno -CH2-, encontrado comúnmente en compuestos orgánicos pueden vibrar de seis formas distintas: tensión simétrica y asimétrica, flexión simétrica y asimétrica en el plano (scissoring o tijereteo y rocking o balanceo, respectivamente) y flexión simétrica y asimétrica fuera del plano (wagging o aleteo y twisting o torsión, respectivamente); como se muestra a continuación:
| estiramiento simétrico (νs)   | scissoring o tijereteo (δ) | wagging o aleteo (ω)   |
| estiramiento asimétrico (νas) | rocking o balanceo (ρ)     | twisting o torsión (τ) |

En una molécula que contiene más de dos átomos, pueden darse todos los tipos de vibraciones, además puede producirse una interacción o acoplamiento de las vibraciones si estas implican enlaces a un mismo átomo central, el resultado del acoplamiento es un cambio en las características de las vibraciones.